# 107 a.C.

## Eventos
- Lúcio Cássio Longino e Caio Mário, cônsules romanos.[1]
- Continua a Guerra Címbrica:
  - Longino é emboscado na Batalha de Agen seu exército é destruído.
- Continua a Guerra contra Jugurta.

## Mortes
- Lúcio Cássio Longino, o cônsul, morto em batalha contra os tigurinos.[2]